# Вальдидентро
Вальдиде́нтро (итал. Valdidentro) — коммуна в Италии, в провинции Сондрио области Ломбардия.
Население составляет 3 908 человек, плотность населения составляет 16 чел./км². Занимает площадь 244 км². Почтовый индекс — 23038. Телефонный код — 0342.